# Breg ob Kokri
Breg ob Kokri – wieś w Słowenii, w gminie Preddvor. W 2018 roku liczyła 111 mieszkańców.